# Oncidium vexillarium
Oncidium vexillarium là một loài thực vật có hoa trong họ Lan. Loài này được (Rchb.f. ex Kraenzl.) Königer mô tả khoa học đầu tiên năm 2008.